# St. Wendelin und Anna (Untermühlegg)

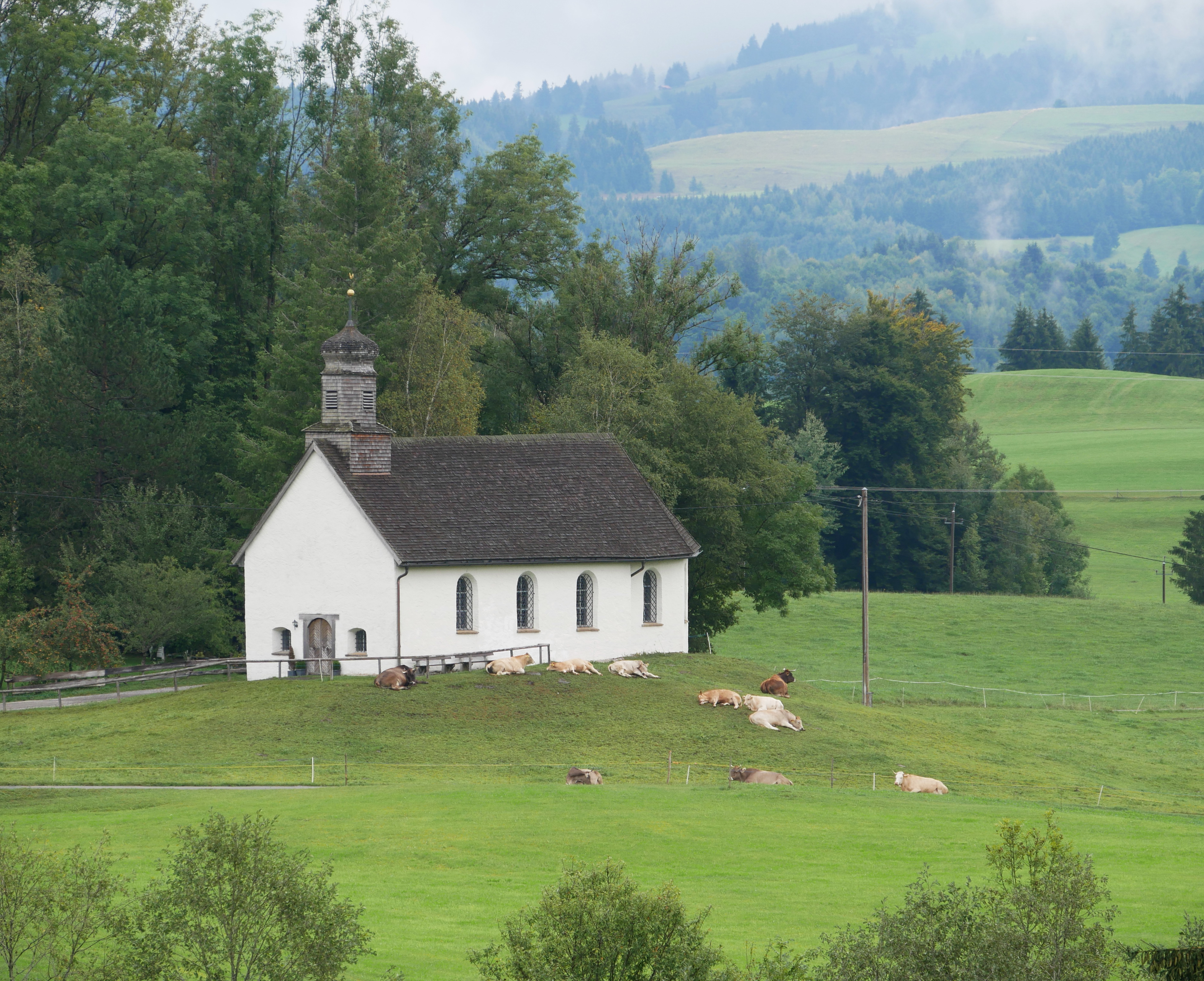
St. Wendelin und Anna in Untermühlegg

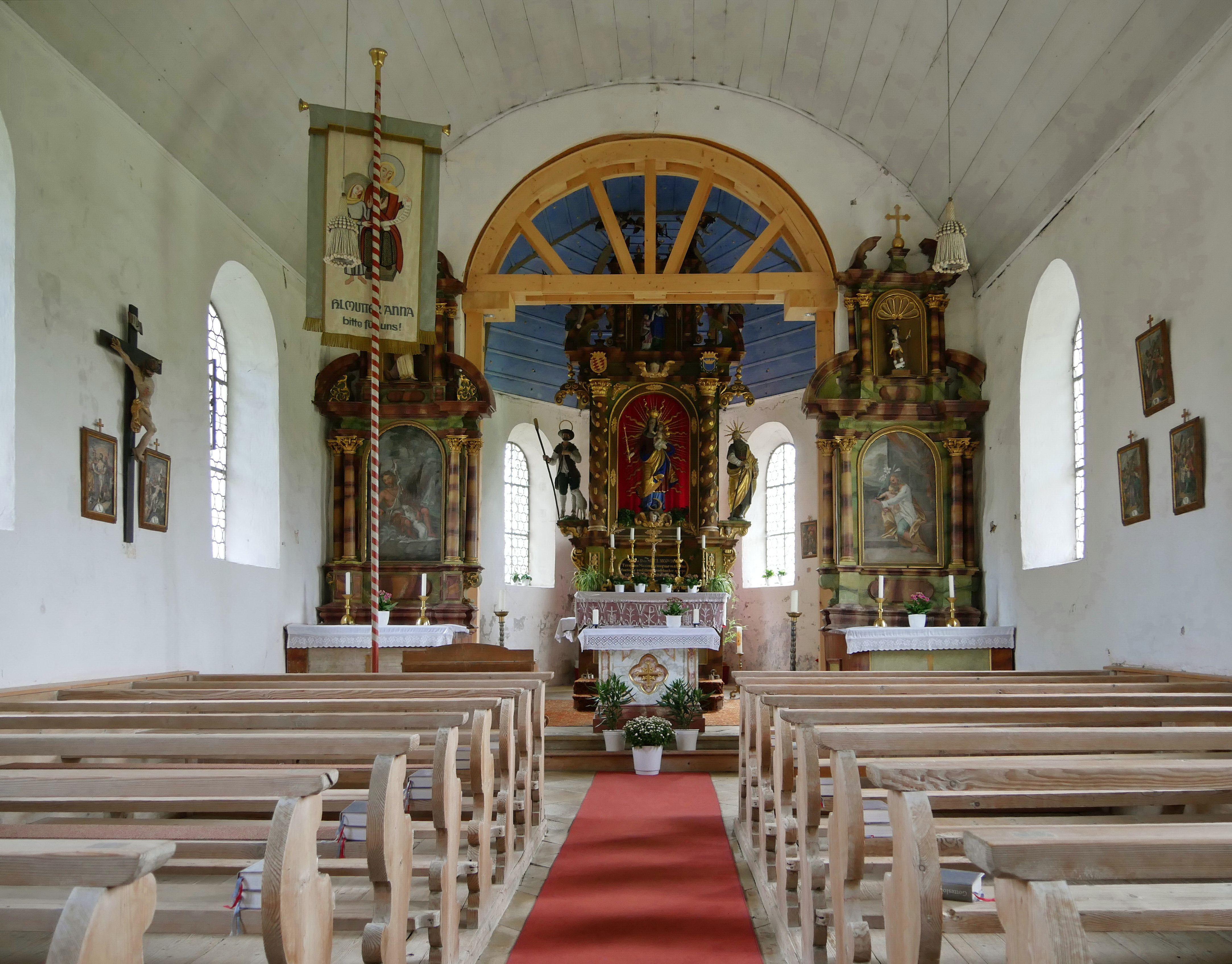
Innenraum

Die römisch-katholische Kapelle St. Wendelin und Anna steht in Untermühlegg, einem Gemeindeteil von Bolsterlang  im Landkreis Oberallgäu von Bayern. Das Bauwerk ist in der Liste der Baudenkmäler in Bolsterlang als Baudenkmal unter der Nr. D-7-80-116-13 eingetragen.

## Beschreibung
Die spätgotische Saalkirche besteht aus einem Langhaus, das 1706 nach Westen verlängert wurde, und einem eingezogenen Chor mit Fünfachtelschluss im Osten. Aus dem Satteldach des Langhauses erhebt sich im Westen ein quadratischer verschindelter Dachreiter, dessen achteckiges Obergeschoss den Glockenstuhl beherbergt. Er ist mit einer Zwiebelhaube bedeckt. Der Hochaltar wurde 1684 aufgestellt. Er wird von den Statuen des Wendelin und des heiligen Joachim flankiert.